# 総社商店街通り

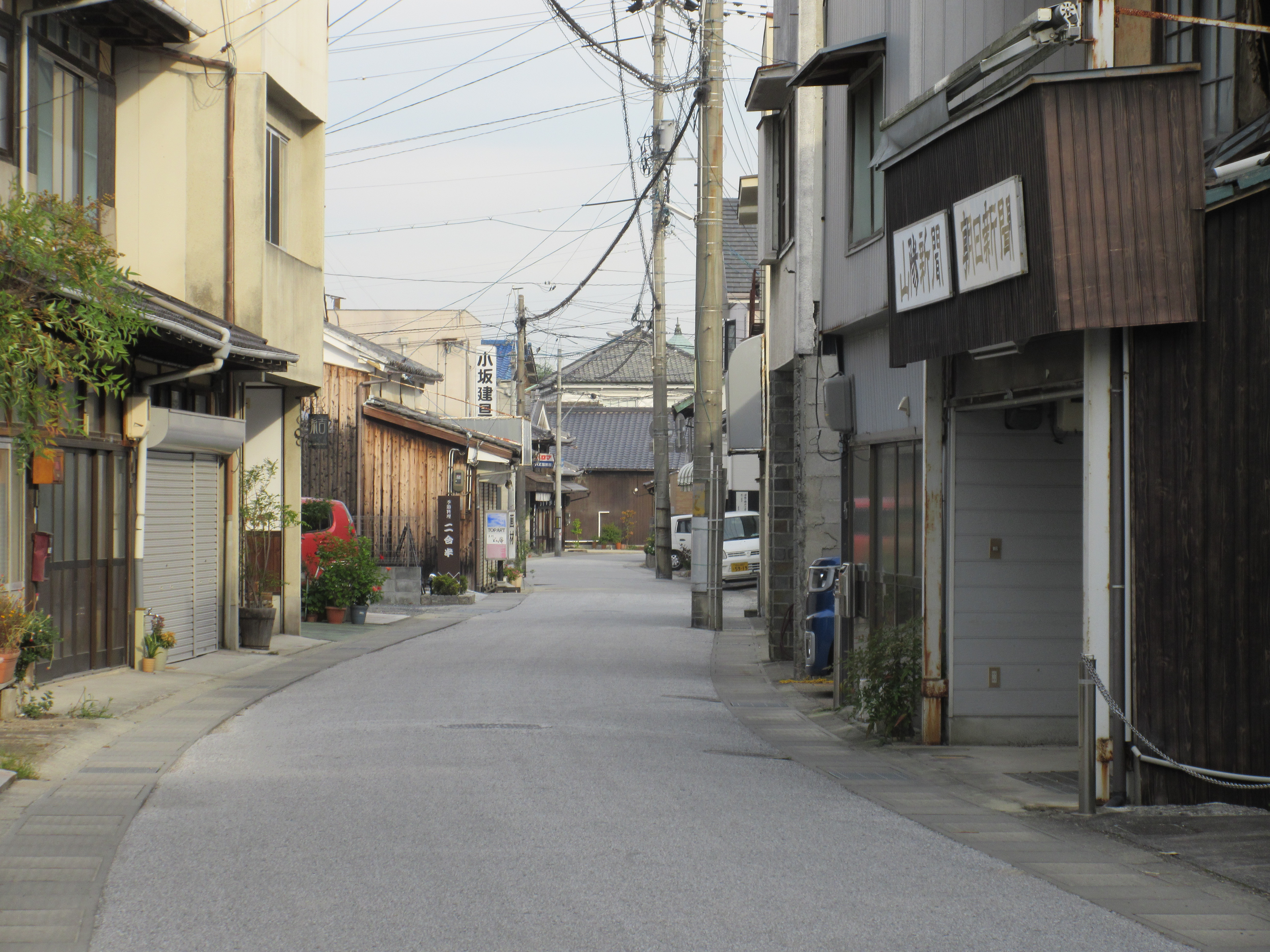
総社商店街

総社商店街通り（そうじゃしょうてんがいどおり）は、岡山県総社市に所在する商店街通り。

## 歴史
備中国惣社宮造営帳写によると、1426年（応永33年）の総社宮改築お披露目の際に、小物売り等が集まったと記述されている。
古くは総社宮の周辺に町が形成され、近世中期の元禄（1688年～1703年）の頃から備中松山藩主の参勤交代の通路として宿駅と商業村落が発展した。
旧総社町は周辺地域の交通の要衝であり、旅行者・参詣者のために宿泊・飲食業が発展すると共に、江戸時代からの豪商も営業し、総社地域の農村に商品を提供する商業機能と農産物の集積地としての機能を果たしていた。
1967年（昭和42年）に元町商店街にアーケードが作られた。しかし、同年に総社市庁舎が移転したことで、衰退していった。

## 施設・建造物

### 旧堀和平邸

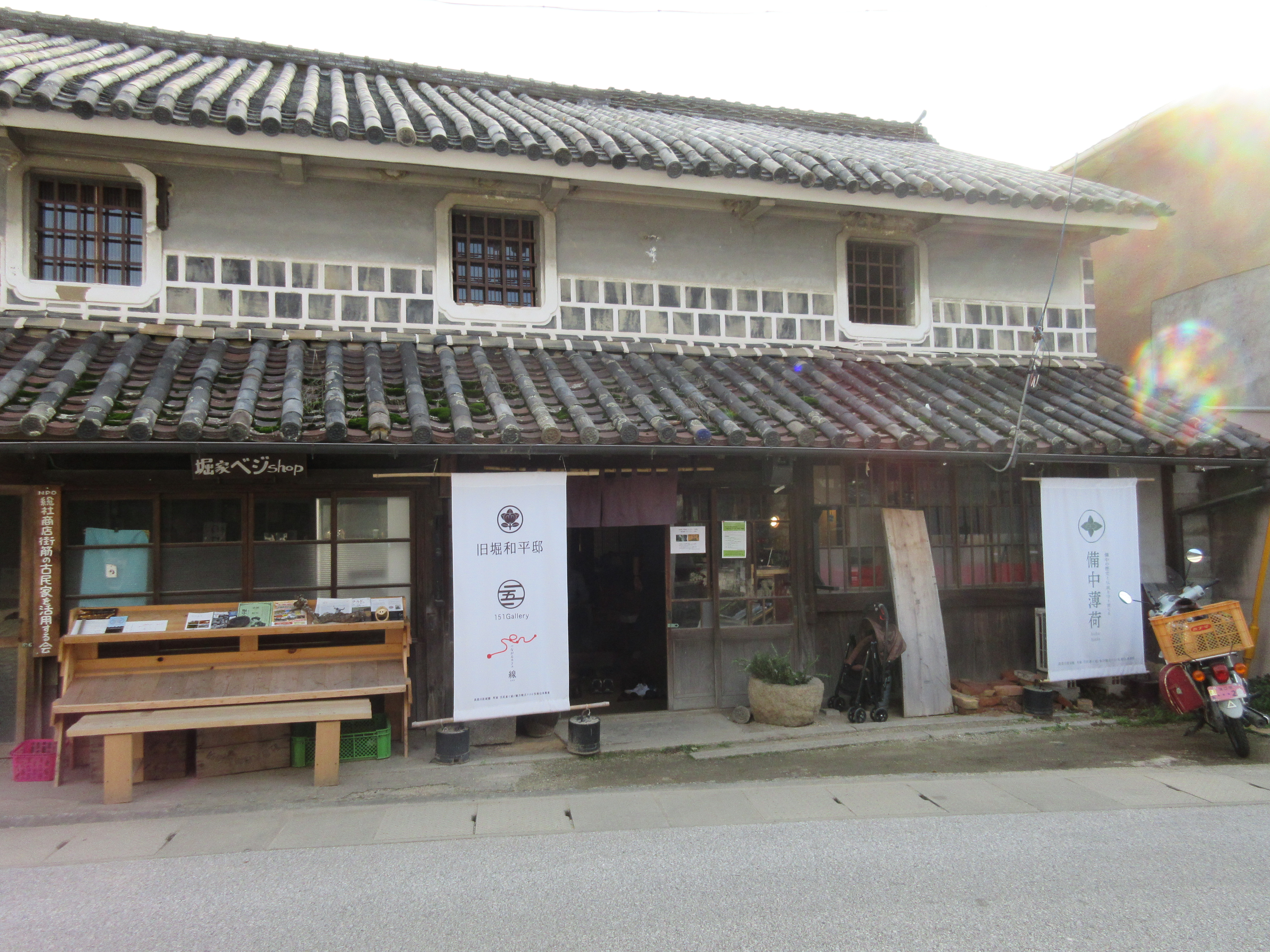
旧堀和平邸

旧堀和平邸は江戸時代後期に建築された、総社市の旧家である。現在は総社市に寄贈され、「特定非営利活動法人　総社商店街筋の古民家を活用する会」が古民家の保存・活用を目的として利用している。

### 総社市まちかど郷土館

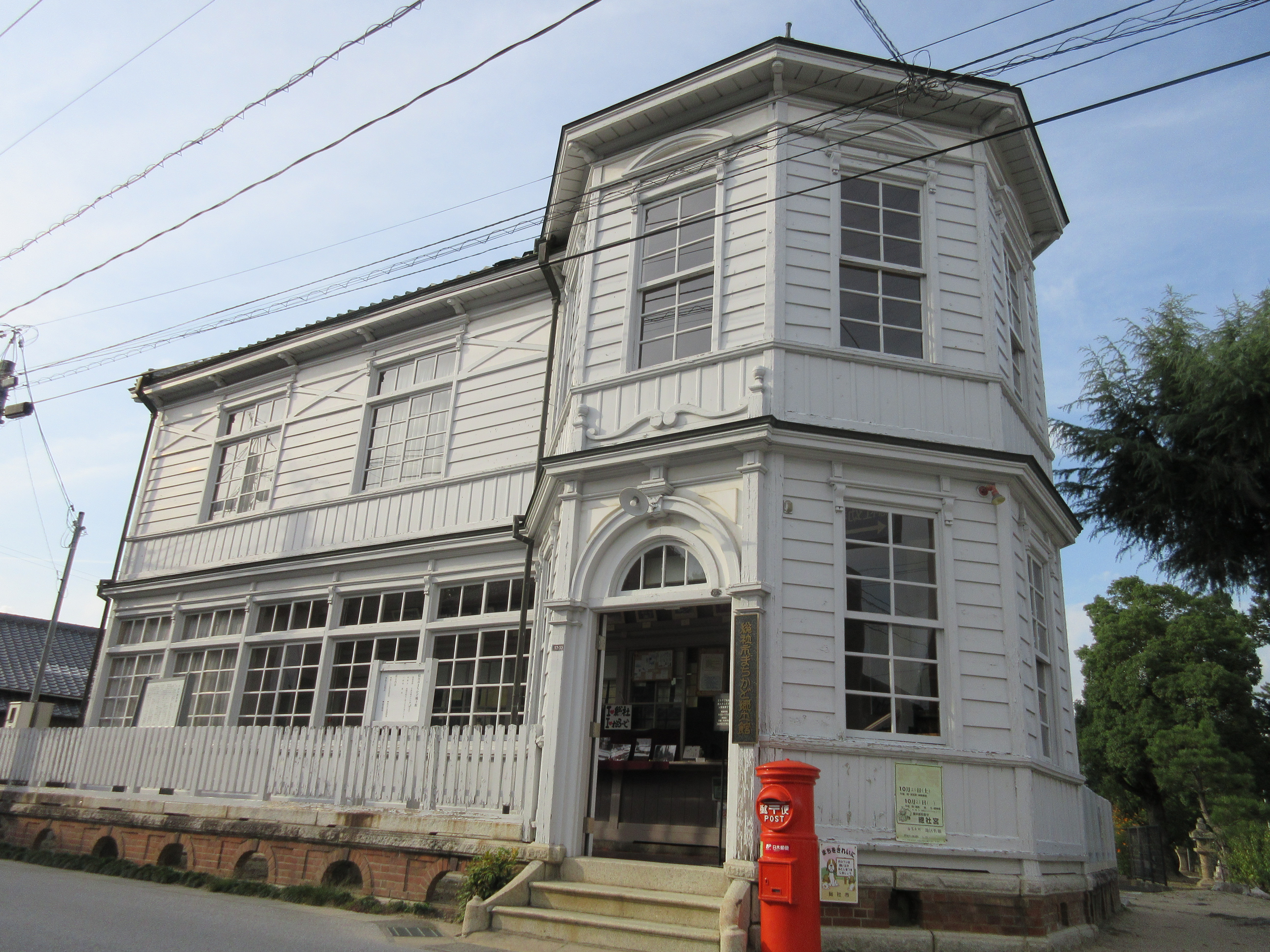
総社市まちかど郷土館

明治43年に建築された旧総社警察署の建物を利用したもので、明治時代の伝統産業を中心とした資料展示を行っている。総社市市内で現存する唯一の明治洋風建築であり、平成18年3月に登録有形文化財となっている。

### カルチャーセンター

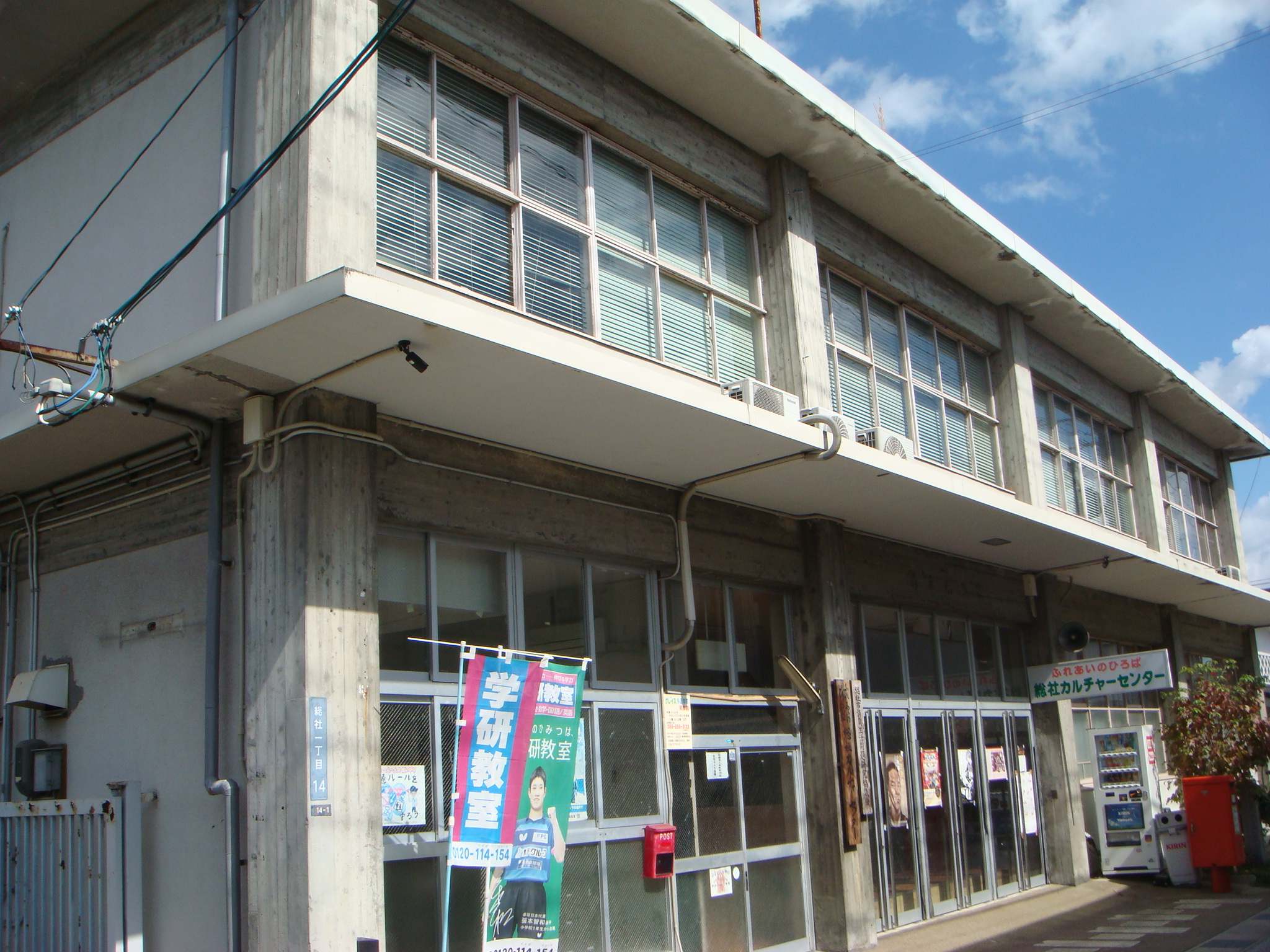
総社市カルチャーセンター

### 本町ふれあい公園

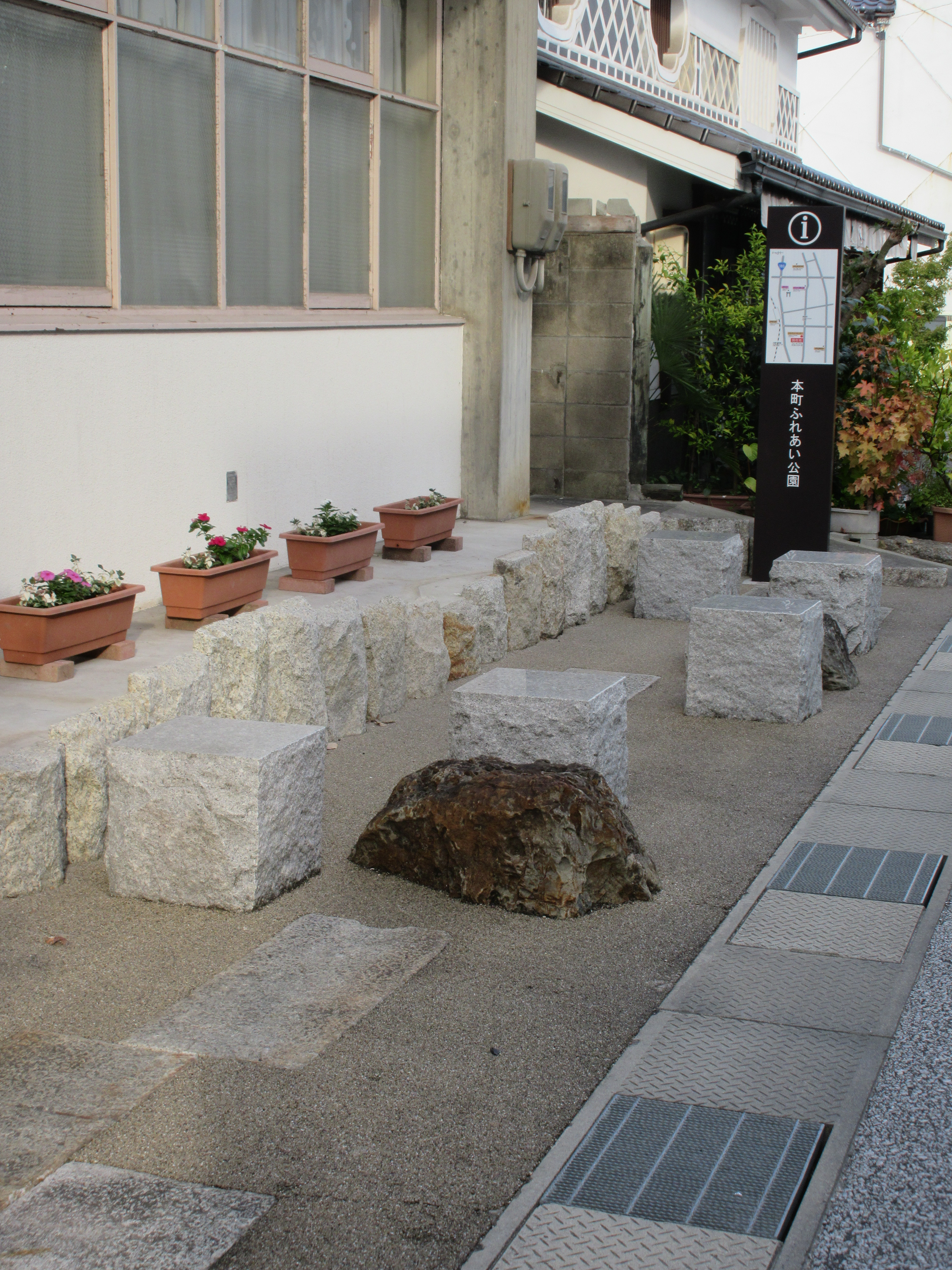
本町ふれあい公園